# Lottersberg (Gemeinde Dunkelsteinerwald)
Lottersberg ist eine Ortschaft und eine Katastralgemeinde der Marktgemeinde Dunkelsteinerwald, Niederösterreich.

## Geografie
Das Dorf Lottersberg befindet sich sechs Kilometer südlich von Gansbach und ist über die Landesstraße 5361 erreichbar. In der Ortschaft liegt auch die Einzellage In der Höll. Am 1. Jänner 2024 gab es in der Ortschaft 34 Einwohner.

## Geschichte
Im Franziszeischen Kataster von 1821 ist Lottersberg mit mehreren Gehöften verzeichnet. Laut Adressbuch von Österreich waren im Jahr 1938 in Lottersberg ein Landmaschinenhändler, ein Wasenmeister und einige Landwirte ansässig.